# Hot Wheels Twin Mill
La Twin Mill è una one-off realizzata dalla Hot Wheels nel 1996.

## Sviluppo
La vettura riprende il design di un modellino in scala 1:64 lanciato dalla famosa industria statunitense nel 1969. La realizzazione di un'auto vera e propria basata su tale giocattolo venne messa in pratica in occasione del 30º anniversario della fondazione della Hot Wheels. Per la costruzione venne contattato Boyd Coddington. A causa della bancarotta in cui cadde l'azienda di quest'ultimo, però, la creazione del veicolo venne interrotta nel 1998. In occasione del 35º anniversario, però, il dirigente della casa della omonima Mattel Carson Lev decise di riprendere il progetto e affidò il completamento dei lavori a Bob Larivee Jr. Il mezzo venne completato nel 2001 e venne esposto per la prima volta al SEMA di Las Vegas, dove furono compiute anche alcune prove su strada e su pista per dimostrare la funzionalità della Twin Mill. Nel corso degli anni la macchina è stata anche rimodernata per le esposizioni future della Hot Wheels.

## Tecnica
Il telaio della Twin Mill, posto al di sotto di una carrozzeria in fibra di vetro, è di tipo tubolare, mentre come impianto frenante è dotata di quattro freni a disco forniti dalla Wilwood. Come unità propulsiva sono stati impiegati due motori General Motors 502 che erogano la potenza di 1400 CV. Entrambi i propulsori sono uniti da due piastre di trasferimento in acciaio, mentre l'avviamento è assicurato da un sistema di avvio da 36 Volt da un elicottero Bell.